# Casio Graph 25
La Casio Graph 25 est une calculatrice graphique à écran LCD monochrome. L'écran de 79 pixels sur 47 permet l'affichage de 5 lignes de texte de 13 caractères, plus une ligne indiquant les menus accessibles par les touches de fonction. Une calculatrice équivalente fut commercialisée à l'international sous le nom Casio fx-7450G.
L'accès aux différents modes de la calculatrice se fait par un menu à icônes. Ainsi, il existe 9 modes qui sont les modes calcul, statistique, liste, graphique, tableau de valeur, programmation, communication, réglage du contraste et gestion de la mémoire.
La Graph 25 peut mémoriser 26 variables correspondant aux 26 lettres de l'alphabet. Bien qu'alphanumérique, elle ne peut pas effectuer de calcul formel.
Les fonctions trigonométriques, exponentielle et logarithmiques sont incluses. Cependant, le calcul de dérivée n'est possible qu'en un point et le calcul d'intégrale n'est pas possible.

## Spécifications

### Caractéristiques physiques
- Épaisseur : 19,3 mm
- Largeur : 81,5 mm
- Hauteur : 163 mm
- Poids (avec piles) : 160 g

### Capacités de calcul
- Plage de calcul : de ± 1 × 10-99 à ± 9,999999999 × 1099
- Variables : 26

### Alimentation
- Piles principales : 2 piles AAA (ou LR03)
- Piles de sauvegarde : 1 pile lithium CR2032